# 及川氏
及川氏（おいかわし）は、日本の氏族。清和源氏（摂津源氏）頼綱流。源三位頼政より出、馬場氏の分流。及川の「及」は「およぶ」ではなく「笈」の異体字（または略字）。古くは及川だけでなく笈川・及河・笈河などいろいろに書かれ、現在でも笈川氏と書く家もあるが、どの書き方が正しいということはない。読みも現在はオイカワが一般的であるが、清音のオイカワと濁音のオイガワ、どちらが本来の読みだったのかは不明である。全国人口順位282位、現在の日本では約2万軒、人口78,400人。

## 類似の苗字
「及川・笈川」（おひかは）に似た姓としては、追川・生川があり、これらは当て字の違いにすぎず同系なのか、あるいはまったく別の姓なのか詳細不明である。
また老川氏・翁川氏（おいかは）、小井川氏（をゐかは）等の苗字も存在するが、これらは本項で述べる「及川氏」とは別の姓である。

## 歴史

### 発祥
源三位頼政（馬場頼政）は『平家物語』にも登場する有名な武将で歌人、鵺退治の伝説でも名高い。その子・源仲綱から出た系統と、仲綱の異母弟・政嗣から出た系統とがある。仲綱の子・源成綱（伊豆冠者成綱）はのちに但馬国木崎郡（今の豊岡市近辺）の及川荘を領し、及川盛綱（及川左衛門尉盛綱）と称した。これによって初めて「及川」という名字が起こった。成綱（＝盛綱）の叔父・政嗣も成綱に従って及川を称し、この政嗣の系統が先に奥州において栄えたがのちに滅亡し、以後は成綱の系統がこれに代わって栄えた。

### 初期の及川氏
政嗣は、父・頼政が奥州に下向した時に残した胤で、一族中では奥州土着の先駆けとなった。政嗣は異母兄・仲綱より40歳以上も若く、おそらく甥の成綱よりも歳下であった。政嗣が及川氏を称したのは同族として成綱に従ったことを示す。成綱の兄・源有綱は源頼朝の挙兵の際に参陣していることから、成綱もまた鎌倉幕府に従ったと思われる。神奈川県厚木市の「及川」という地名は成綱または成綱の子・及川光綱の縁かとも思われるが、古くは「及河」とも書き「おいがわ」と濁って読むのが正しい。

### 下総結城氏家臣
光綱の子孫・及川光重は、下総の結城氏の家臣となって下総に土着した（しかし相模に残った一族もかなりいたらしく、現在、全及川氏の7％が神奈川県民）。

### 白河結城氏家臣
光重の子孫・及川光房は白河結城氏の家臣となり奥州（福島県）に移住した。喜多方市に「笈川」という地名あり、この地名ができたのは承応年間以後のことでそれ以前は新国（にっくに）といったが、当時この辺りに居住した及川氏にちなむ地名かと思われる。しかし下総に残った一族もかなりいたらしく、千葉県北部に及川氏が集中しており、現在の全及川氏の6％が千葉県人である。

### 奥州葛西氏家臣
及川氏は岩手県南部から宮城県北部にかけて勢力を有した葛西氏の家臣となったが、その経緯から三つの家系に分かれている。
- 定嗣系

まず政嗣の孫・及川定嗣がもっとも早期に葛西氏の家臣となっているが下に述べるようにのちに滅ぼされた。
- 頼只系

次いで応永の頃、光綱の子孫で葛西家臣となり奥州に移住した者として及川頼只がいた。
- 光村系

最後に葛西氏家臣となった系統である。結城合戦で白河結城氏は宗家の下総結城氏に背き幕府側についた。及川光房の曾孫・及川光政は討死、光政の子・及川光村はすべての所領を失い逃亡した（光政・光村の父子は勝利した側の家臣のはずであり詳細な経緯は不明であるが、おそらく主家を裏切って下総結城氏に寝返ったものの敗北してしまったということのようである）。光村は中奥の葛西氏を頼ったが、南奥の諸氏は下総結城氏側の支持者だったので、彼らの支援によって葛西氏とのつながりができたかとも思われる。葛西持信は光村に領地を与えて家臣とした。
15世紀中頃（室町時代）、定嗣の子孫は葛西家に対して謀叛を起こしたが、光村がこれを鎮圧。それで定嗣の系統は滅亡し、光村の家系が取って代わり、及川氏は多くの分流を派生しつつ、奥州に増え広がった。現在、及川という苗字は岩手県の中部南部と宮城県の北部を中心としつつも（両県合わせて全及川氏の53％）、青森・秋田・山形・福島の東北地方各県に散在している。
16世紀初頭（戦国時代中頃）、光村の孫・及川重胤は江刺氏と戦って敗れ、光村の家系は衰退した。代わって頼只の子孫・及川頼高が城を継承した。

### 滅亡
16世紀中頃（戦国時代末期）、頼高の孫・及川頼家の時、同族間の内紛により主君葛西氏に領地を召し上げられてこの家系も没落し多くは帰農した。また重胤の家系は衰えながらも及川重氏が葛西家臣として生き残っていたが、のちに豊臣秀吉の時代になり、葛西氏が秀吉に滅ぼされると一族はみな浪人となって、葛西大崎一揆に加わる者もいた。最後には及川重秀（光村の子孫）や及川信次（頼家の子）のように、伊達氏や南部氏の家臣となるものも出たため、明治維新後に士族になった者は仙台藩か盛岡藩いずれかの家臣であり、現在、及川という苗字が宮城県と岩手県の両県に集中しているのも如上の歴史的な経緯によるものである。その2県の他では北海道に13% 、東京都と神奈川県に7%ずつ、千葉県に6%が住み、茨城・埼玉・静岡の3県にも少ないながら分布している。

## 歴史上の人物
中世には葛西氏の家臣となって奥州に土着し、三つの家系が交互に興亡して近隣の諸勢力と抗争しつつ、多くの分家庶流を生んで繁茂した。
- 結城家臣の武将

及川光重・及川光房・及川光政
- 葛西家臣の武将

及川定嗣・及川重氏・及川重胤・及川綱重・及川光村・及川頼雄・及川頼兼・及川頼高・及川頼只
- 葛西氏に謀叛した者

及川時兼・及川頼家
- 葛西氏滅亡後、伊達家臣となった者

及川重秀・及川信次
- その他

及川成綱・及川政嗣・及川光綱・及川盛綱

## 家紋
家により多様な家紋が使われており、｢及川といえばこれ｣というものは特に定まってはいないが、しいていえば片喰（かたばみ）紋の系統が多い。
- 「丸に剣片喰」紋／「剣片喰」紋（宮城県の例）、
- 「片喰」紋／「丸に片喰」紋／「石持ち地抜き片喰」紋／「丸に中陰剣片喰」紋（岩手県の例）

他にも桐系、蔦系など多種に及ぶ。

## 及川氏から派生した苗字
及川氏から分派した家には「男沢氏」「鱒淵氏(鱒渕氏)」「鹿折氏」「小野寺氏（源姓小野寺）」等がある。

## 及川を名字とする著名人
- 及川光博（歌手）
- 及川奥郎（天文学者）
- 及川古志郎（軍人）
- 及川眠子（作詞家）
- 及川えみり（漫画家）
- 及川昭伍 (官僚)